# Molytinae
Molytinae Schönherr, 1826 è una sottofamiglia di coleotteri appartenente alla famiglia Curculionidae.

## Tassonomia
Comprende le seguenti tribù e sottotribù:
- tribù Anoplini Bedel, 1883
- tribù Amalactini Lacordaire, 1863
- tribù Aminyopini Voss, 1956
- tribù Amorphocerini Voss, 1939
- tribù Anchonini Imhoff, 1856
- tribù Brachyceropseini Aurivillius, 1926
- tribù Cholini Schönherr, 1825
  - sottotribù Cholina Schönherr, 1825
  - sottotribù Cholomina Vaurie, 1974
  - sottotribù Rhinastina Vaurie, 1973
- tribù Cleogonini Gistel, 1848
- tribù Conotrachelini Jekel, 1865
- tribù Cycloterini Lacordaire, 1863
  - sottotribù Cycloterina Lacordaire, 1863

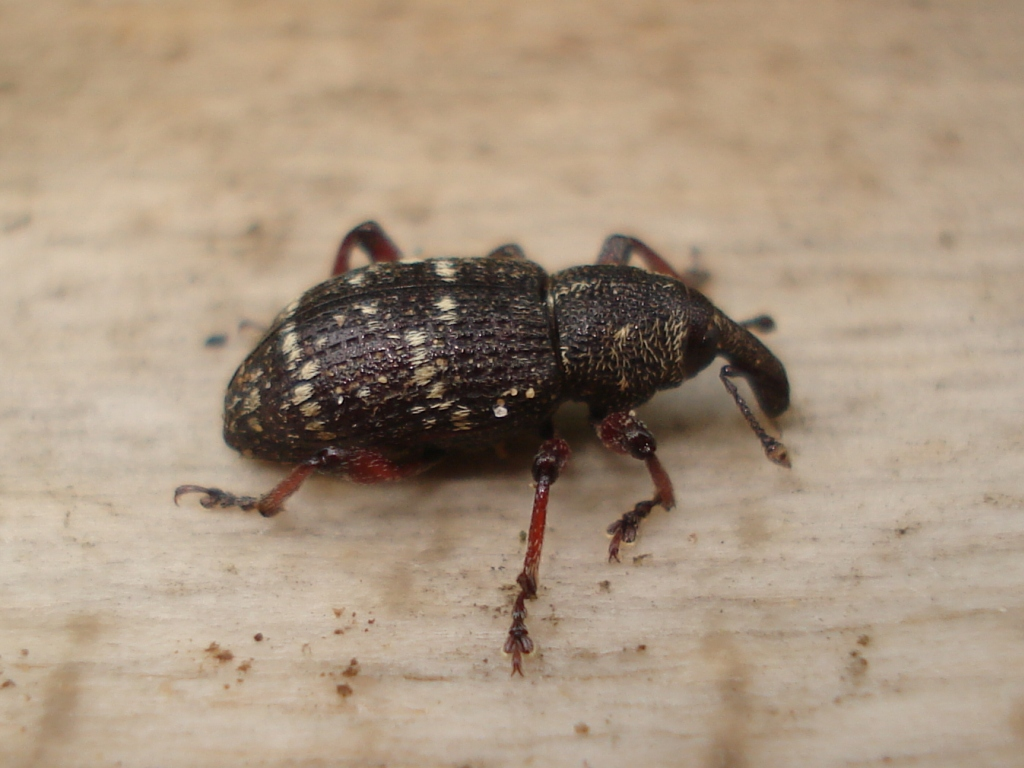
Hylobius pinastri
(Hylobiini)

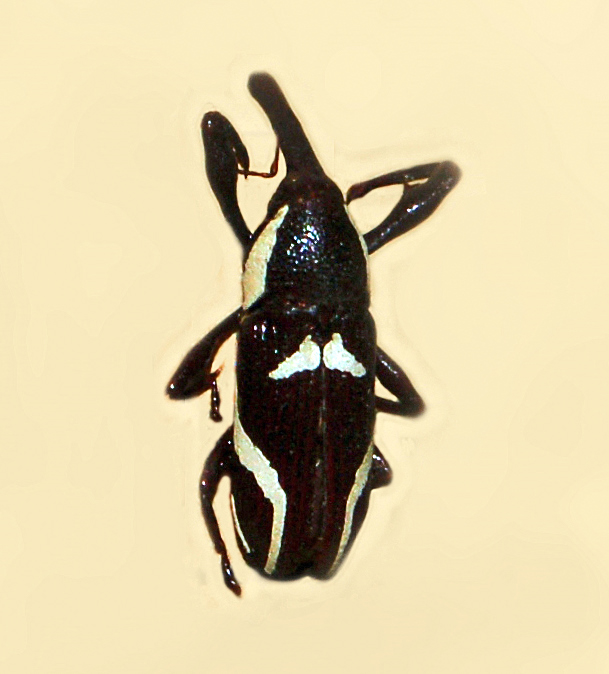
Alcidodes elegans
(Mecysolobini)

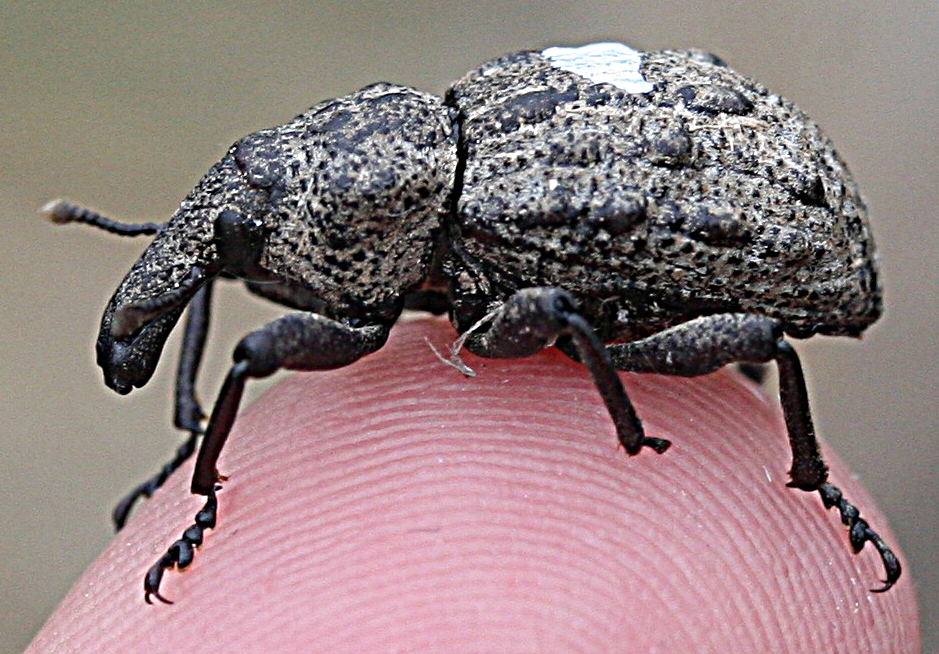
Hadramphus tuberculatus
(Molytini)

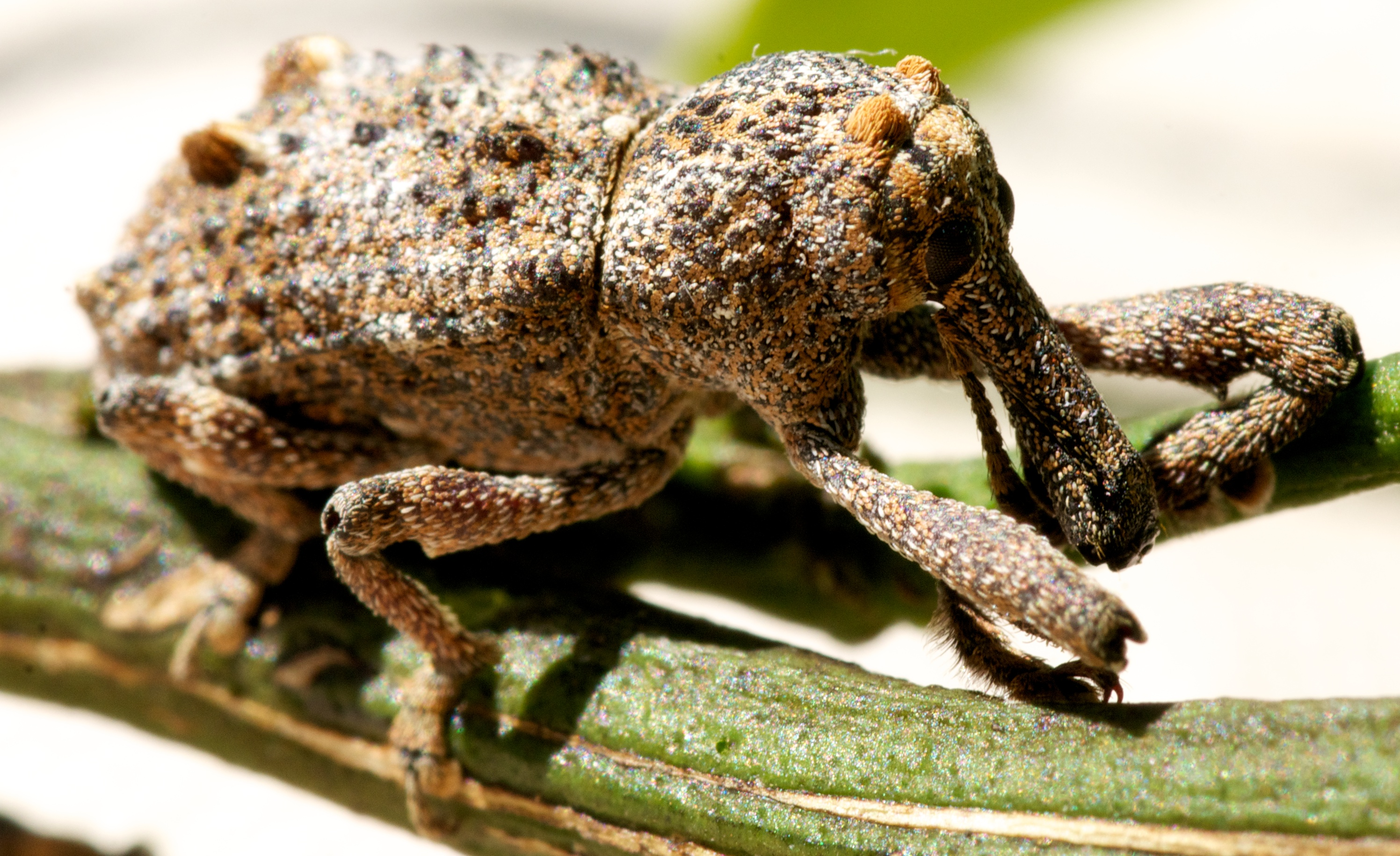
Orthorhinus cylindrirostris
(Pissodini)

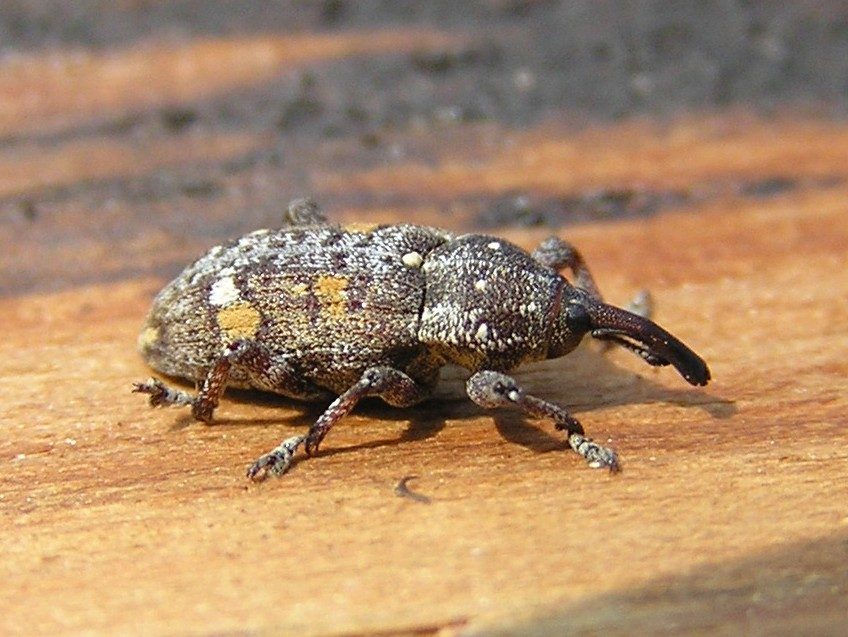
Pissodes notatus
(Pissodini)

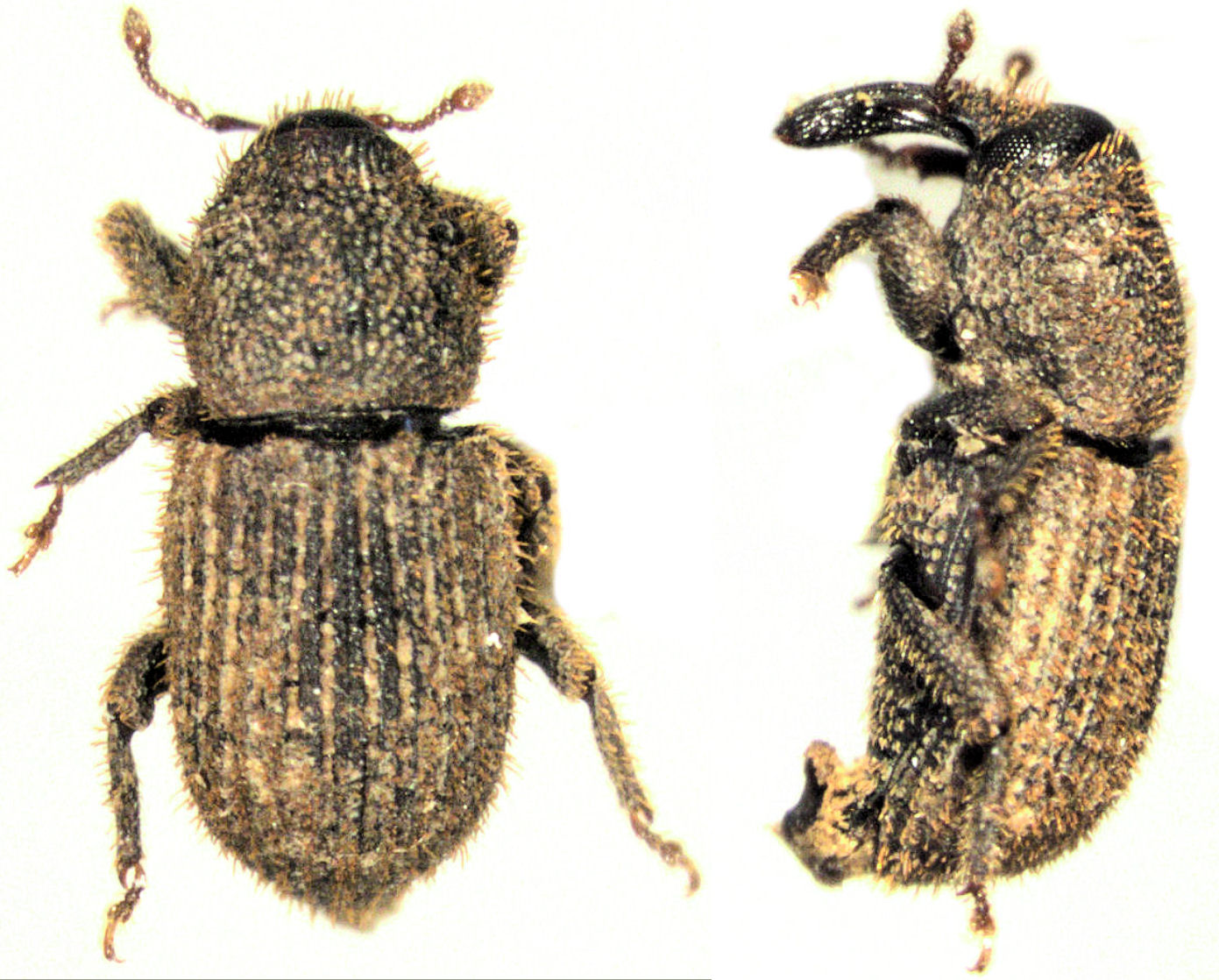
Paedaretus hispidus
(Trypetidini)

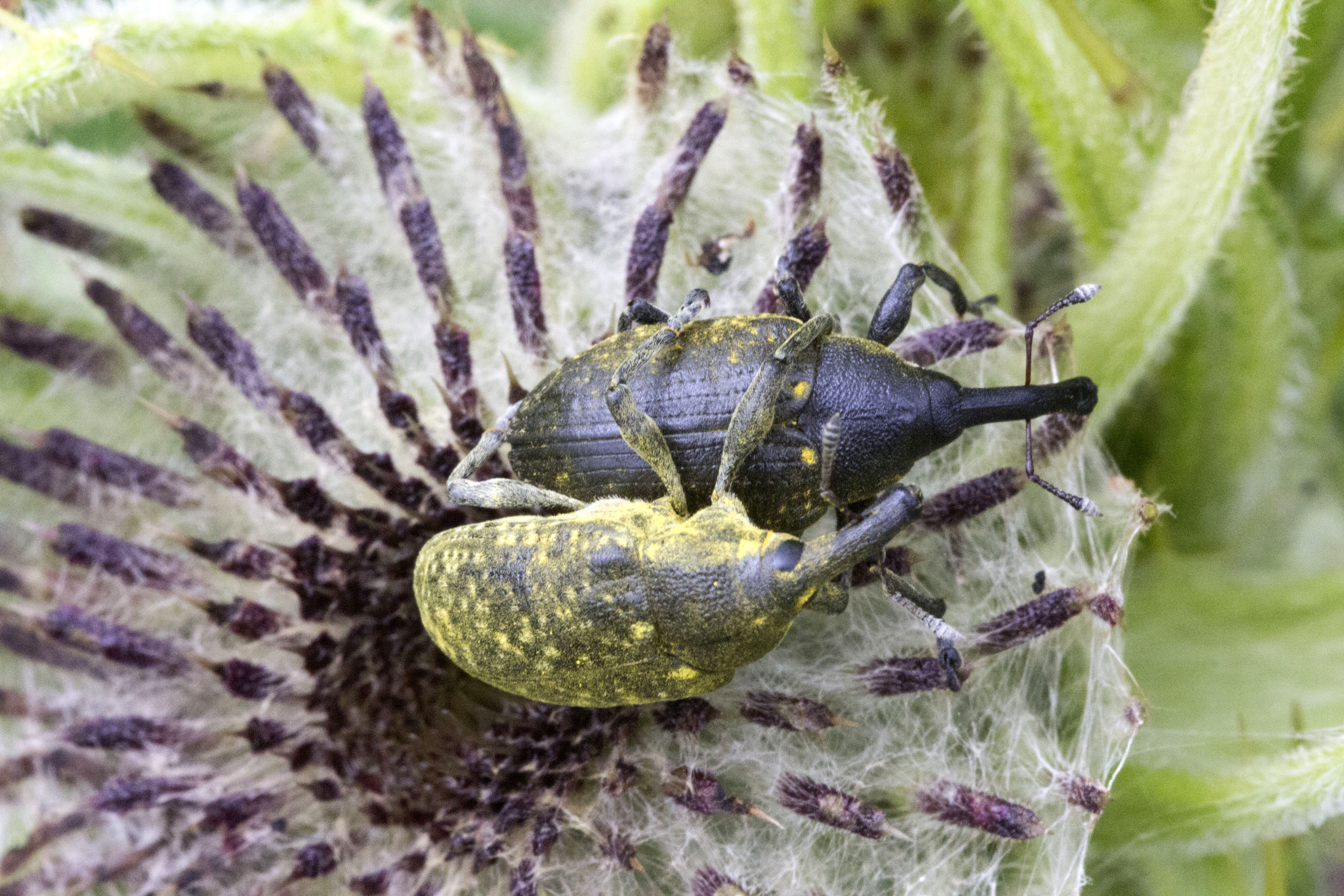
Liparus

  - sottotribù Thrombosternina Voss, 1965
- tribù Dinomorphini Lacordaire, 1863
- tribù Emphyastini Lacordaire, 1863
- tribù Euderini Lacordaire, 1865
- tribù Galloisiini Morimoto, 1962
- tribù Guioperini Lacordaire, 1865
- tribù Hylobiini Kirby, 1837
  - sottotribù Epistrophina Marshall, 1932
  - sottotribù Hylobiina Kirby, 1837
- tribù Ithyporini Lacordaire, 1865
  - sottotribù Colobodina Voss, 1958
  - sottotribù Ithyporina Lacordaire, 1865
  - sottotribù Sclerocardiina Lacordaire, 1865
- tribù Itini Reitter, 1913
- tribù Juanorhinini Aurivillius, 1931
- tribù Lepyrini Kirby, 1837
- tribù Lithinini Lacordaire, 1863
  - sottotribù Lithinina Lacordaire, 1863
  - sottotribù Rhytidophloeina Voss, 1963
- tribù Lymantini Lacordaire, 1865
- tribù Mecysolobini Reitter, 1913
- tribù Metatygini Pascoe, 1888
- tribù Molytini Schönherr, 1823
  - sottotribù Leiosomatina Reitter, 1913
  - sottotribù Molytina Schönherr, 1823
  - sottotribù Plinthina Lacordaire, 1863
  - sottotribù Typoderina Voss, 1965
- tribù Nettarhinini Lacordaire, 1865
- tribù Pacholenini Lacordaire, 1863
- tribù Paipalesomini Marshall, 1932
- tribù Petalochilini Lacordaire, 1863
- tribù Phoenicobatini Champion, 1914
- tribù Phrynixini Kuschel, 1964
- tribù Pissodini Gistel, 1848
  - sottotribù Cotasteromimina Morimoto, 1962
  - sottotribù Orthorhinina Jekel, 1865
  - sottotribù Pissodina Gistel, 1848
- tribù Sternechini Lacordaire, 1863
- tribù Styanacini Chûjô and Voss, 1960
- tribù Trachodini Gistel, 1848
- tribù Trigonocolini Lacordaire, 1863
- tribù Trypetidini Lacordaire, 1865

In passato venivano inclusi tra le Molytinae, con il rango di tribù, anche i seguenti raggruppamenti, oggi considerati sottofamiglie a sé stanti: Bagoinae, Cryptorhynchinae, Hyperinae, Lixinae e Mesoptiliinae.

### Generi presenti in Europa
In Europa sono presenti i seguenti generi:
- Adexius Schoenherr, 1834
- Alloplinthus Solari, 1941
- Anchonidium Bedel, 1884
- Anisorhynchus Schoenherr, 1842
- Aparopion Hampe, 1861
- Baezia Alonso-Zarazaga & García, 1999
- Demyrsus Pascoe, 1872
- Echinosomidia Schenkling, 1932
- Hoplopteridius K. Daniel, 1908
- Hylobius Germar, 1817
- Hyperomorphus Perris, 1869
- Iberoplinthus Meregalli, 1986
- Ita Tournier, 1878
- Leiosoma Stephens, 1829
- Lepyrus Germar, 1817
- Liparus Olivier, 1807
- Minyops Schoenherr, 1823
- Mitoplinthus Reitter, 1897
- Neoplinthus Bedel, 1884
- Oromia Alonso-Zarazaga, 1987
- Palaeocorynus Faust, 1894
- Pissodes Germar, 1817
- Plinthus Germar, 1817
- Pseudechinosoma Hustache, 1936
- Styphloderes Wollaston, 1873
- Trachodes Germar, 1824